# Magliocco Canino
Magliocco Canino ist eine in der italienischen Region Kalabrien autochthone rote Rebsorte und seit 1971 unter der Nr. 125 im italienischen Rebsortenregister eingetragen.
Die jahrelange Unsicherheit, ob die „Magliocco Canino“ mit der „Magliocco Dolce“ genannten Rebsorte eventuell identisch sein könnte, obwohl die „Magliocco Canino“ ovale und die „Magliocco Dolce“ runde Trauben hat, ist spätestens seit 2019 definitiv beseitigt. In diesem Jahr wurde die Magliocco Dolce unter der Nr. 934 als eigene Rebsorte in das Rebsortenregister eingetragen.

## Anbauflächen
Die Anbauflächen finden sich überwiegend in den Provinzen Catanzaro und Cosenza im Westen Kalabriens zum Tyrrhenischen Meer hin. Laut dem italienischen Landwirtschaftsministerium war im Jahr 1982 eine Rebfläche von 2567 Hektar (ha) registriert, die bis zum Jahr 1990 auf 1561 ha zurückging. Für dieses Jahr nennt das Julius Kühn-Institut (JKI) Bundesforschungsinstitut für Kulturpflanzen abweichend eine Anbaufläche von 1457 ha. Bis im Jahr 2000 ging die Anbaufläche weiter auf 616 ha und zehn Jahre später auf 539 ha zurück.

## Weine
Die Magliocco Canino kann Verwendung für die folgenden Weine finden:
- D.O.P. (D.O.C.) „Lamezia rosso und rosato“
- D.O.P. (D.O.C.) „Scavigna rosso und rosato“
- D.O.P. (D.O.C.) „Terre di Cosenza rosso und rosato“[3]
- I.G.P. (I.G.T.) „Arghilla“
- I.G.P. (I.G.T.) „Calabria“
- I.G.P. (I.G.T.) „Costa Viola“
- I.G.P. (I.G.T.) „Lipuda“
- I.G.P. (I.G.T.) „Locride“
- I.G.P. (I.G.T.) „Palizzi“
- I.G.P. (I.G.T.) „Pellaro“
- I.G.P. (I.G.T.) „Scilla“
- I.G.P. (I.G.T.) „Val di Neto“
- I.G.P. (I.G.T.) „Valdamato“
- Daneben ist immer eine Verwendung für einfache Tafelweine „vini generici“ („vini da tavola“) ggf. auch mit Angabe des Jahrgangs und/oder der Rebsorte möglich.

## Synonyme
Die Rebsorte Magliocco Canino ist auch unter den Namen Calabrese Averno, Magliocco ovale (wegen der ovalen Form der Trauben), Maglioccolone und Magliuacculu bekannt.

## Kuriosität
In Saint-Pierre-de-Clages im Kanton Wallis der Schweiz, über 1000 Kilometer nördlich des Ursprungsgebietes, pflegt die gleichnamige Winzerfamilie Magliocco einen kleinen mit Magliocco Canino bestockten Rebberg. Das Bundesamt für Landwirtschaft (BLW) der Schweizerischen Eidgenossenschaft führt diese Kleinstfläche von gerade einmal 11,38 Ar (Stand 2022) seit dem Jahr 2007 in seiner jährlich erscheinenden Weinstatistik "Das Weinjahr".